# Système à minimum de phase
En traitement du signal et en théorie du contrôle, un système linéaire ne dépendant pas du temps est dit à minimum de phase si ce système et son inverse sont stables et causaux. On parle aussi de filtre à minimum de phase.
Pour un système discret, en supposant que la fonction de transfert {\displaystyle H(z)} est rationnelle, ce système est à minimum de phase si et seulement si tous les pôles et zéros de  {\displaystyle H(z)} sont à l'intérieur du disque unité.
Pour un système continu, la condition pour que ce système soit à minimum de phase est que les pôles et zéros de transmission appartiennent au demi-plan gauche du plan complexe.

## Interprétation
On considère dans ce qui suit un système discret, bien que l'interprétation se généralise pour un système continu.

### Interprétation dans le domaine fréquentiel
Un système à minimum de phase a la propriété d'être le système qui, à une réponse en gain fixée, minimise le temps de propagation de groupe sur l'ensemble des fréquences.
Le déphasage à une pulsation {\displaystyle \omega } est - à l'ajout d'une constante près - la somme des contributions de chaque zéro de {\displaystyle H(z)}. Soit {\displaystyle a} un de ces zéros de module différent de 1, regardons de plus près sa contribution au temps de propagation de groupe. On note 
{\displaystyle a=\left|a\right|e^{i\theta _{a}}\,{\mbox{ où }}\,\theta _{a}={\mbox{Arg}}(a).}
{\displaystyle a} apparaît dans la fonction de transfert par le facteur {\displaystyle 1-az^{-1}=1-ae^{-i\omega }}, dont la phase est
{\displaystyle \phi _{a}\left(\omega \right)={\mbox{Arg}}\left(1-ae^{-i\omega }\right)}
{\displaystyle ={\mbox{Arg}}\left(1-|a|\cos(\omega -\theta _{a})+i|a|\sin(\omega -\theta _{a})\right).}
En dérivant l'arc tangente, on obtient que {\displaystyle \phi _{a}(\omega )} contribue au temps de propagation de groupe par :
{\displaystyle -{\frac {d\phi _{a}(\omega )}{d\omega }}=-{\frac {(1-|a|\cos(\omega -\theta _{a}))^{2}}{(1-|a|\cos(\omega -\theta _{a}))^{2}+|a|^{2}\sin ^{2}(\omega -\theta _{a})}}{\frac {|a|\cos(\omega -\theta _{a})(1-|a|\cos(\omega -\theta _{a}))-|a|^{2}\sin ^{2}(\omega -\theta _{a})}{(1-|a|\cos(\omega -\theta _{a}))^{2}}}}
{\displaystyle -{\frac {d\phi _{a}(\omega )}{d\omega }}={\frac {|a|^{2}-|a|\cos(\omega -\theta _{a})}{|a|^{2}-2|a|\cos(\omega -\theta _{a})+1}}}
{\displaystyle -{\frac {d\phi _{a}(\omega )}{d\omega }}={\frac {|a|-\cos(\omega -\theta _{a})}{|a|+|a|^{-1}-2\cos(\omega -\theta _{a})}}}
Le dénominateur et {\displaystyle \theta _{a}} restent inchangés par réflexion, c'est-à-dire en remplaçant {\displaystyle a} par {\displaystyle 1/a^{*}} (les réflexions des zéros de {\displaystyle H(z)} permettent d'obtenir les autres fonctions de transfert ayant la même réponse en gain). Il y a deux possibilités selon que {\displaystyle a} se trouve à l'intérieur ou à l'extérieur du disque unité : le choix {\displaystyle |a|<1} permet de minimiser le temps de propagation de groupe.

Illustration du calcul ci-dessus. Ce graphique montre la réponse de deux filtres ayant le même gain (à gauche : le diagramme de Nyquist, à droite : la réponse en phase). Le filtre représenté en haut avec est à minimum de phase, il a la plus petite amplitude pour la réponse en phase.

### Interprétation dans le domaine temporel
Un système à minimum de phase répond à une impulsion en concentrant l'énergie près de 0. Pour une réponse en gain fixée, le système à minimum de phase est celui qui minimise :
{\displaystyle \sum _{n=m}^{\infty }\left|h(n)\right|^{2}}
pour n'importe quel {\displaystyle m\in \mathbb {N} } ({\displaystyle h} est la réponse impulsionnelle).

## Autres dénominations
- Un système à non minimum de phase est un système causal et stable dont l'inverse est instable. Les systèmes à non minimum de phase retiennent l'attention en théorie du contrôle car le contrôle d'un système en boucle fermé peut poser des problèmes de stabilité.
- Un système à maximum de phase est un système causal dont les zéros se trouvent en dehors du disque unité. Pour un filtre à réponse impulsionnelle finie, on passe d'un système à minimum de phase à un filtre à maximum de phase par la relation {\displaystyle H_{max}(z)=z^{-d}H_{min}(z^{-1})} ou dans le domaine temporel {\displaystyle h_{max}(n)=h_{min}(d-n)} avec {\displaystyle d} le degré du système.
- Un système à phase linéaire est un système dont la réponse en phase est linéaire : le temps de propagation de groupe est constant.